# Hypericum quadrangulum
Hypericum quadrangulum är en johannesörtsväxtart. Hypericum quadrangulum ingår i släktet johannesörter, och familjen johannesörtsväxter.

## Underarter
Arten delas in i följande underarter:
- H. q. corsicum
- H. q. quadrangulum